# Berghs School of Communication
Berghs School of Communication, eller i vardagligt tal Berghs, är en skola i Stockholm för eftergymnasial utbildning i kommunikation. På skolan finns olika studiemedelsberättigade heltidsutbildningar samt olika fristående kurser, distanskurser, vidare- och uppdragsutbildningar. För utbildningar uttas en studieavgift.

## Historik
Gösta Bergh grundade Berghs reklamskola 1940. År 1978 slogs den ihop med Reklam- och marknadsföringsinstitutet (RMI) till RMI-Berghs. Det nuvarande namnet, Berghs School of Communication, infördes 2000. Fram till årsskiftet 2020/2021 var skolan belägen på Sveavägen, men flyttade därefter till Gasverket.

## Utbildningar
Berghs School of Communication erbjuder diplomutbildningar på heltid samt ett 70-tal fristående kurser för yrkesverksamma kommunikatörer på dag- och kvällstid samt på distans. Berghs Solutions erbjuder dessutom uppdragsutbildningar direkt till företag. Berghs har bachelorutbildningar där studenten läser ett halvår på Berghs School of Communication för att sedan slutföra sina studier på högskola utomlands. Man samarbetar bland annat med skolor som Ravensbourne i London, Billy Blue School of Design i Sydney, Australien och Academy of Arts i San Francisco, USA. Berghs hade 2018 följande diplomutbildningar på 1–2 år:
- Art director/ Copywriter
- Berghs Bachelor
- Growth Marketing
- Communication Design
- Digital strateg/Digital kreatör
- Produktionsledning
- Public Relations
- Strategisk kommunikation

## Om Berghs School of Communication
Berghs School of Communication erbjuder utbildning på olika nivåer inom kommunikation. Skolan har program och internationella bachelorutbildningar på heltid, över 80 kurser på deltid samt anpassade utbildningar och tjänster för organisationer och företag. Varje år går cirka 3 000 personer någon form av utbildning på Berghs – i Sverige eller utomlands. Berghs är en del av utbildningskoncernen Intendia.

## Slututställningar
- 2005 Berghs Church of Communication
- 2006 Berghs Embassy of Communication
- 2007 Brands of Berghs
- 2008 Berghs Department store
- 2009 Berghs Live
- 2010 A Sustainable Plan
- 2011 Fear of Failure
- 2012 Great Minds Don't Think Alike
- 2013 Don't just do, follow through
- 2014 Make it Matter
- 2015 The Goosebump factor
- 2016 Act/React
- 2017 AddX
- 2018 State of Mind
- 2019 Berghs Festival
- 2020 Yes And Festival[12]
- 2021 From Chaos
- 2022 Berghs Future Spaces
- 2023 House of AI

## Utmärkelser
Berghs School of Communication har fått flera utmärkelser på 2010- och 2020-talet: AKQA Future lions flera år, D&AD Awards, flera år, One Show, flera år, Guldtaggen 2017 samt Summit Awards 2020

## Rektorer och VD:ar
- Tore Nordlinder, 1983
- Elisabeth "Pyttan" Ström, 1997
- Malou Örner, 1998
- Tom Andersson, 1999
- Manne Schagerström, 2002
- William Easton, 2005
- Sofia Strömberg, 2008
- Camilla Wallander, 2011